# Charles Martinet
Charles Andre Martinet (San José, Kalifornia, 1955. szeptember 17. –) amerikai színész és szinkronszínész. Leghíresebb szinkronszerepe Mario hangja a Super Mario-játékokban. 1990 óta szinkronizálja Mariót, és azóta Luigi, Wario és Waluigi állandó hangjává vált. A Berkeley-i Kaliforniai Egyetemen tanult nemzetközi jogot, amit nem fejezett be.

## Filmográfia
| Év   | Cím                 | Szerep        |
| ---- | ------------------- | ------------- |
| 1986 | Igazak társasága    | képviselő     |
| 1991 | Mom                 | Mr. Hernandez |
| 1995 | Áldatlan állapotban | Arnie         |
| 1997 | Játsz/ma            | Nicholas apja |
| 1998 | Sheer Passion       | Lou           |

## Szinkronszerepei
| Év   | Cím                                                  | Szerep                                                            |
| ---- | ---------------------------------------------------- | ----------------------------------------------------------------- |
| 1995 | Mario's FUNdamentals                                 | Mario                                                             |
| 1995 | Solar Eclipse                                        | Spinner                                                           |
| 1996 | Super Mario 64                                       | Mario                                                             |
| 1996 | Mario Kart 64                                        | Mario, Wario, Luigi                                               |
| 1998 | Mario Party                                          | Mario, Wario, Luigi                                               |
| 1999 | Star Wars: X-Wing Alliance                           | Amiral Holtz                                                      |
| 1999 | Super Smash Bros.                                    | Mario, Luigi                                                      |
| 1999 | Mario Golf                                           | Mario, Wario, Luigi                                               |
| 1999 | Mario Party 2                                        | Mario, Wario, Luigi                                               |
| 2000 | Mario Tennis                                         | Mario, Wario, Luigi, Waluigi                                      |
| 2000 | Skies of Arcadia Legends                             | Vigoro                                                            |
| 2000 | Mario Party 3                                        | Mario, Wario, Luigi, Waluigi                                      |
| 2001 | Shadow of Destiny                                    | Homunculus                                                        |
| 2001 | Star Wars: Galactic Battlegrounds                    | 2-1B, AT-AT, OOM-9                                                |
| 2001 | Wario Land 4                                         | Wario                                                             |
| 2001 | Super Mario Advance                                  | Mario, Luigi, Wart, Clawgrip, Tryclyde, Mouser                    |
| 2001 | Luigi's Mansion                                      | Mario, Luigi                                                      |
| 2001 | Super Mario World: Super Mario Advance 2             | Mario, Luigi                                                      |
| 2002 | Super Mario Sunshine                                 | Mario, Toadsworth                                                 |
| 2002 | Mario Party 4                                        | Mario, Wario, Luigi, Waluigi                                      |
| 2002 | Jet Set Radio Future                                 | Gouji Rokkaku                                                     |
| 2002 | Super Smash Bros. Melee                              | Mario, Luigi, Dr. Mario                                           |
| 2002 | Mario Party 5                                        | Mario, Wario, Luigi, Waluigi                                      |
| 2003 | Mario Golf: Toadstool Tour                           | Mario, Wario, Luigi, Waluigi                                      |
| 2003 | WarioWare, Inc.: Minigame Mania                      | Wario                                                             |
| 2003 | Mario Kart: Double Dash!!                            | Mario, Luigi, Wario, Waluigi, Baby Mario, Baby Luigi              |
| 2003 | WarioWare, Inc.: Mega Party Game$!                   | Wario                                                             |
| 2003 | Wario World                                          | Wario                                                             |
| 2003 | Mario and Luigi: Superstar Saga                      | Mario, Luigi                                                      |
| 2003 | Super Mario Advance 4: Super Mario Bros. 3           | Mario, Luigi                                                      |
| 2004 | Mario Golf: Advance Tour                             | Mario, Wario, Luigi, Waluigi                                      |
| 2004 | Paper Mario: The Thousand-Year Door                  | Mario                                                             |
| 2004 | Mario vs. Donkey Kong                                | Mario                                                             |
| 2004 | Super Mario 64 DS                                    | Mario Luigi, Wario                                                |
| 2004 | Mario Power Tennis                                   | Mario, Wario, Luigi, Waluigi                                      |
| 2004 | Super Mario Ball                                     | Mario                                                             |
| 2005 | Mario Party 6                                        | Mario, Luigi, Wario, Waluigi                                      |
| 2005 | Mario Kart DS                                        | Mario, Luigi, Wario, Waluigi                                      |
| 2005 | WarioWare: Twisted!                                  | Wario                                                             |
| 2005 | Yoshi Touch and Go                                   | Baby Mario, Baby Luigi                                            |
| 2005 | WarioWare: Touched!                                  | Wario                                                             |
| 2005 | Super Mario Strikers                                 | Mario, Luigi, Wario, Waluigi                                      |
| 2005 | Mario and Luigi: Partners in Time                    | Mario, Luigi, Baby Mario, Baby Luigi                              |
| 2005 | Mario Kart Arcade GP                                 | Mario, Luigi, Wario, Waluigi                                      |
| 2005 | Mario Kart DS                                        | Mario, Luigi, Wario, Waluigi                                      |
| 2005 | SSX on Tour                                          | Mario, Luigi                                                      |
| 2005 | Mario Superstar Baseball                             | Mario, Luigi, Baby Mario, Baby Luigi, Wario, Waluigi, Papy Champi |
| 2006 | Mario Party 7                                        | Mario, Luigi, Wario, Waluigi                                      |
| 2006 | Super Princess Peach                                 | Mario                                                             |
| 2006 | New Super Mario Bros.                                | Mario, Luigi                                                      |
| 2006 | Mario vs. Donkey Kong 2: March of the Minis          | Mario, mini Mario                                                 |
| 2007 | Mario Party 8                                        | Mario, Luigi, Wario, Waluigi                                      |
| 2007 | Super Mario Galaxy                                   | Mario, Luigi                                                      |
| 2007 | Mario Party DS                                       | Mario, Luigi, Wario, Waluigi                                      |
| 2007 | Mario & Sonic at The Olympic Games                   | Mario, Luigi, Wario, Waluigi                                      |
| 2007 | Mario Strikers Charged                               | Mario, Luigi, Wario, Waluigi                                      |
| 2007 | Super Paper Mario                                    | Mario, Luigi                                                      |
| 2007 | WarioWare: Smooth Moves                              | Wario                                                             |
| 2008 | Mario Kart Wii                                       | Mario, Luigi, Wario, Waluigi, Baby Mario, Baby Luigi              |
| 2008 | Super Smash Bros. Brawl                              | Mario, Luigi, Wario, Waluigi                                      |
| 2008 | Dr. Mario Online Remix                               | Dr. Mario                                                         |
| 2008 | Super Mario Stadium Baseball                         | Mario, Luigi, Wario, Waluigi, Baby Mario, Baby Luigi              |
| 2008 | Wario Land: The Shake Dimension                      | Wario                                                             |
| 2009 | Mario & Sonic at the Olympic Winter Games            | Mario, Luigi, Wario, Waluigi                                      |
| 2009 | New Super Mario Bros Wii                             | Mario, Luigi                                                      |
| 2009 | Ratchet and Clank: A Crack in Time                   | Orvus                                                             |
| 2010 | Super Mario Galaxy 2                                 | Mario, Luigi                                                      |
| 2010 | Mario vs. Donkey Kong: Mini-Land Mayhem!             | Mario                                                             |
| 2011 | Mario Sports Mix                                     | Mario, Luigi, Wario, Waluigi                                      |
| 2011 | Super Mario 3D Land                                  | Mario, Luigi                                                      |
| 2011 | The Elder Scrolls V: Skyrim                          | Paarthurnax                                                       |
| 2012 | Mario Party 9                                        | Mario, Luigi, Wario, Waluigi                                      |
| 2012 | New Super Mario Bros. 2                              | Mario, Luigi                                                      |
| 2012 | New Super Mario Bros. U                              | Mario, Luigi                                                      |
| 2013 | Luigi's Mansion 2                                    | Mario, Luigi                                                      |
| 2013 | Mario and Luigi: Dream Team Bros.                    | Mario, Luigi                                                      |
| 2013 | Super Mario 3D World                                 | Mario, Luigi                                                      |
| 2013 | Mario & Sonic at the Sochi 2014 Olympic Winter Games | Mario, Luigi, Wario, Waluigi                                      |
| 2014 | Mario Party Island Tour                              | Mario, Luigi, Wario, Waluigi                                      |
| 2014 | Mario Kart 8                                         | Mario, Luigi, Wario, Waluigi, Metal Mario, Baby Luigi, Baby Mario |
| 2014 | Super Smash Bros. for Nintendo 3DS / for Wii U       | Mario, Dr. Mario, Luigi, Wario, Waluigi                           |
| 2015 | Mario vs. Donkey Kong: Tipping Stars                 | Mario, mini Mario, mini Luigi                                     |
| 2015 | Mario Party 10                                       | Mario, Luigi, Wario, Waluigi                                      |
| 2017 | Mario + Rabbids Kingdom Battle                       | Mario, Luigi                                                      |
| 2017 | Super Mario Odyssey                                  | Mario                                                             |

## További információ
- Hivatalos oldal
- Charles Martinet a Facebookon
- Charles Martinet az Internetes Szinkronadatbázisban (magyarul)
- Charles Martinet az Internet Movie Database-ben (angolul)
- Charles Martinet a Rotten Tomatoeson (angolul)
- Hivatalos weboldal (angolul)
- Charles Martinet a Twitteren